# دايجانجنا سوريافانشاي
دايجانجنا سوريافانشاي (مواليد 15 أكتوبر 1997) هي ممثلة ومغنية هندية، عٌرفت لمشاركتها في الأفلام الهندية والتيلوغوية.

## وصلات خارجية
- دايجانجنا سوريافانشاي على موقع IMDb (الإنجليزية)
- دايجانجنا سوريافانشاي على موقع قاعدة بيانات الفيلم (الإنجليزية)